# Krăvenik, Gabrovo
Krăvenik (în bulgară Кръвеник) este un sat în comuna Sevlievo, regiunea Gabrovo,  Bulgaria. 

## Demografie
Componența etnică a satului Krăvenik
     Bulgari (78,29%)
     Nicio identificare (21,7%)
     Altele (0%)
La recensământul din 2011, populația satului Krăvenik era de 129 locuitori. Din punct de vedere etnic, majoritatea locuitorilor (78,29%) erau bulgari. Pentru 21,7% din locuitori nu este cunoscută apartenența etnică.